# Шампейн-Лендінг
Шампейн-Лендінг (англ. Champagne Landing) — громада на території Юкон, Канада. Розташована на 968-ій милі Аляскинського шосе між Вайтгорсом і Гейнс-Джанкшен.

## Галерея

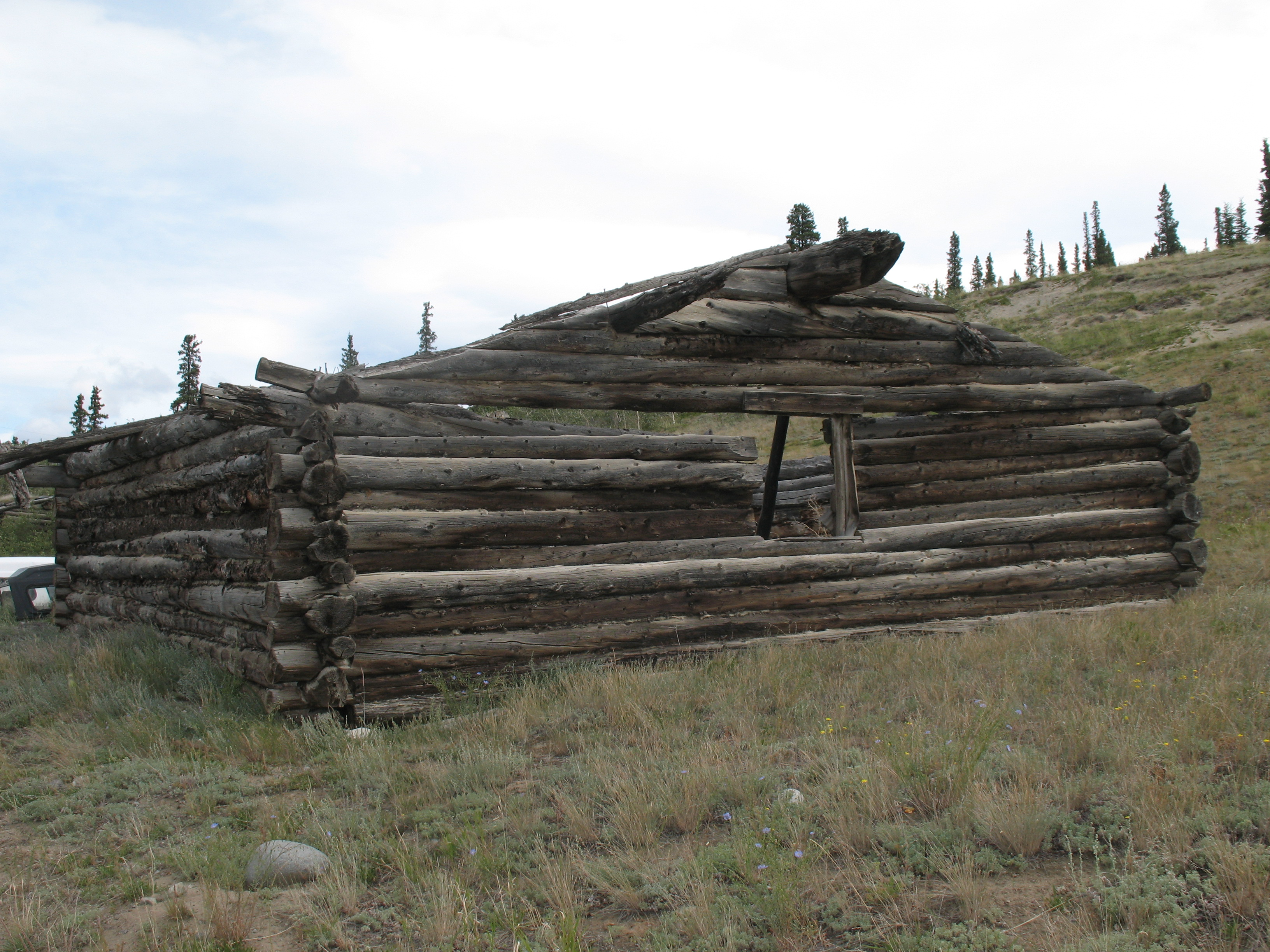
Старий зруб
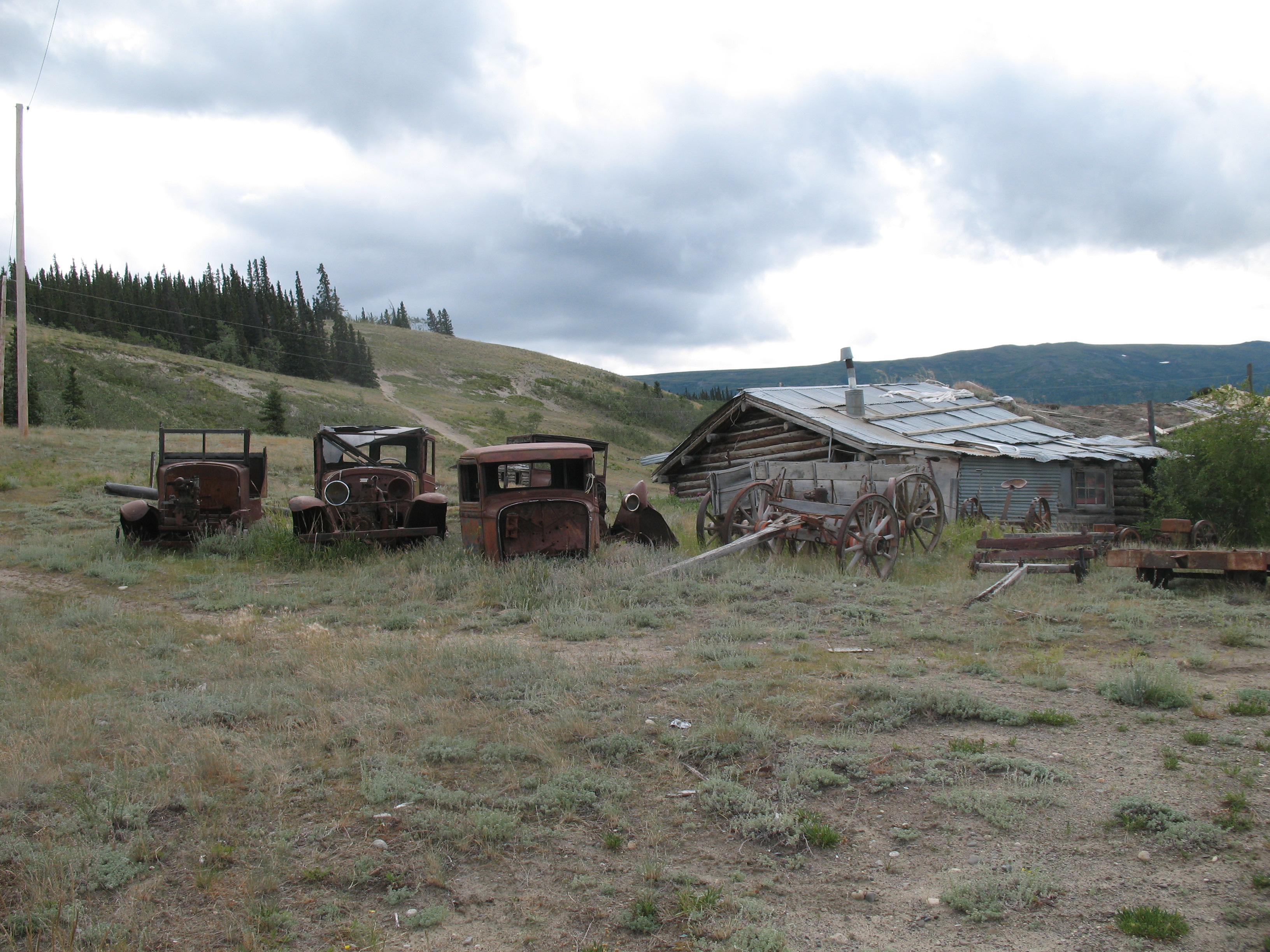
Покинуті автівки
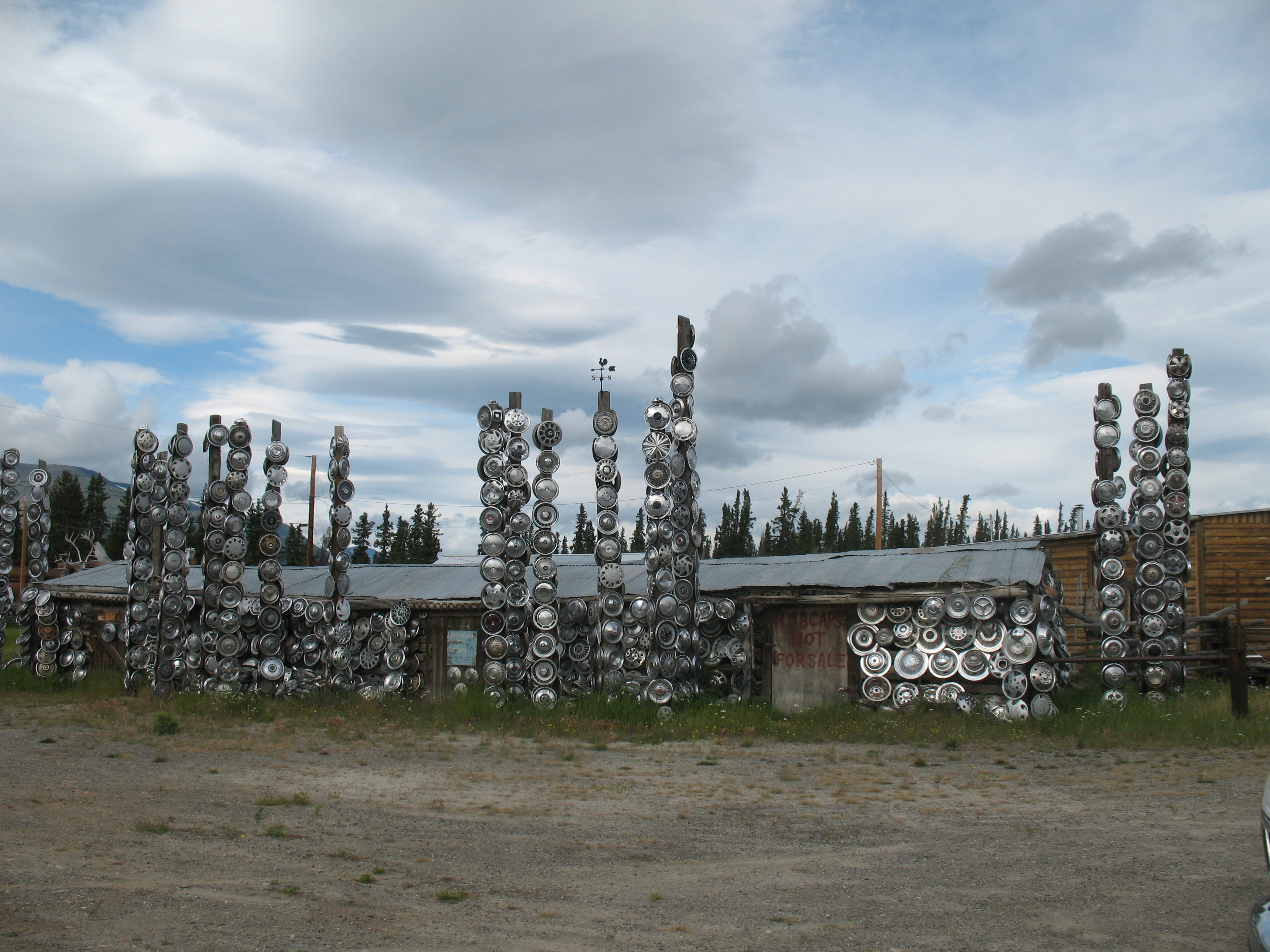
Колісні диски